# Air Malawi

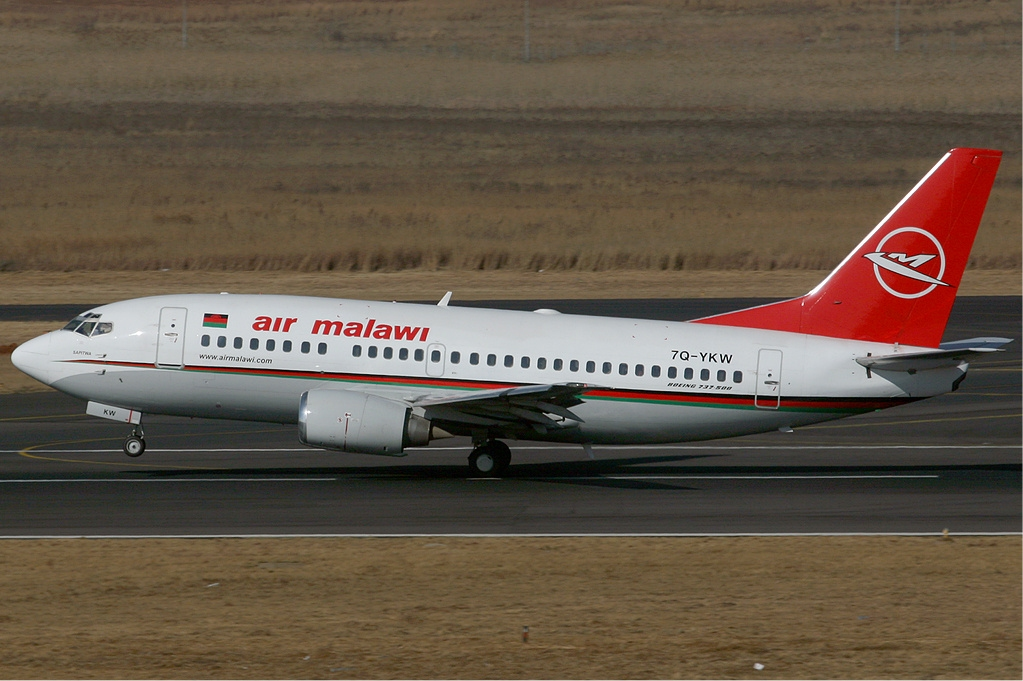
Imagem ilustrativa

A  Air Malawi  é uma companhia aérea do Maláui.